# Mexiko (Neusiedler See)

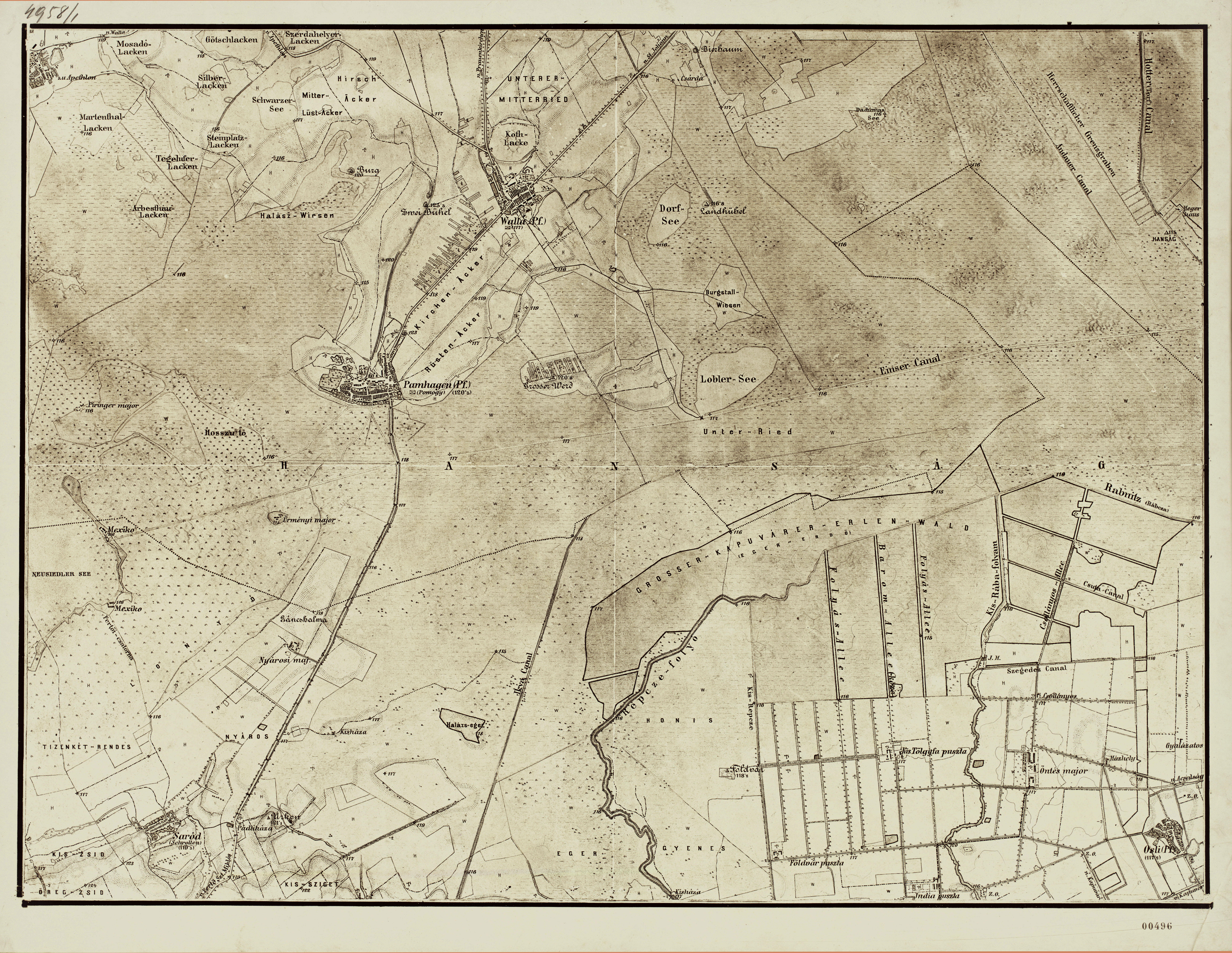
Mexiko am östlichen Ufer des Neusiedler Sees

Mexiko (auch Neu-Mexiko) ist eine durch Schwankungen des Wasserspiegels am Neusiedler See verlandete Region, auf der Erzherzog Albrecht daraufhin einen Gutshof und eine Ansiedlung errichten ließ. Das Gebiet liegt heute bei
Fertőújlak ihn Ungarn, das bis 1976 den Namen Mekszikópuszta hatte.
Ein Professor des katholischen Gymnasiums in Neusiedl wird in der Wiener Zeitung vom 21. September 1869 wie folgt zitiert: „Im Frühjahr hatte ich gelesen, daß das Bett des Neusiedler Sees sich wieder mit Wasser gefüllt habe. Ich benützte daher meine Ferien, um einige Tage an den Ufern des Sees zu jagen. Wie groß war jedoch meine Überraschung, als ich statt Wasser eine unabsehbare Menge von Kukuruzfeldern und Pußten auf dem Seegrunde erblickte. So entsagte ich also meinen Jagdplänen und machte mich statt auf einem Kahn zu wagen auf den Weg, um die Ansiedlungen zu begehen. Unterwegs stieß ich auf Regierungsingenieurs, welche wegen eines zu grabenden Canals mit Vorarbeiten beschäftigt waren. Als ich ganz an die Ufer des Sees gekommen war, wo die neue Ansiedlung ‚Mexiko‘ gebaut wird, sah ich eine Reihe von Wägen mir entgegenkommen, welche über den See vom Ödenburger Markte zurückkehrten. Die Leute erzählten mir, daß sie mit Ladungen von 25 bis 30 metzen Weizen diesen kürzesten Weg zu wählen pflegen. Ich kehrte bei Pächtern der Ansiedlungen ein und nahm die vor drei Jahren gebauten Wirtschaftsgebäude in Augenschein. Auf einem Meierhofe ist heuer auch ein 10 Fuß tiefer Keller gegraben worden, ohne daß man selbst in dieser Tiefe auf Wasser stieß. Am 14 d. M. fand in der Colonie Mexiko, die schon 100 Einwohner zählt und auch schon eine Schule hat, eine kirchliche Festlichkeit statt, nämlich die Einweihung des Kreuzes, welche ein Oster Gustbesitzer auf seine Kosten daselbst errichten ließ, zu welcher aus Pomogy/Pamhagen (Wieselburger Comitat) und aus mehreren Ortschaften des Ödenburger Comitates eine große Volksmenge zusammengeströmt war und der ein gastliches Mahl folgte. Auf Verlangen hielt ich eine Einweihungsrede – die erste Predigt auf jenen Seegründen und an einer Stelle, über die vor Jahren mit einem Segelboot aus Ödenburg ins Wieselburger Comitat gefahren ward.“
Der hier genannte Gutshof und das Dorf westlich von Apetlon befanden sich im Grenzgebiet zwischen Österreich und Ungarn auf ungarischem Boden (heute nahe dem Ortsteil Lászlómajor, nördlich von Sarród (Schrollen)). Die Lage wurde im Jahr 1870 wieder geflutet und die Siedlungen aufgegeben. Das ungarische Dorf Fertőújlak östlich davon trug bis 1976 den Namen Mekszikópuszta (Mexikopuszta), ebenso wie der Bahnhof an der Neusiedler Seebahn.